# Bodenmais
Bodenmais (česky Boží Mysl, bavorsky Bomoas) je bývalé důlní, dnes lázeňské město a sportovní a kulturní centrum německé části Šumavy (Bavorský les). Nachází se 9 km vzdušnou čarou od Bavorské Železné Rudy při úpatí Velkého Javoru (1456 m. n. v.) a Stříbrné hory (955 m. n. v.) v nadmořské výšce 692 m.
Město má okolo 3500 obyvatel a je nejnavštěvovanějším střediskem v německé části Šumavy. Ve městě se nachází sklárna Joska na výrobu broušeného a foukaného skla a v okolí řada lyžařských sjezdových a běžeckých tratí.
Jednou z místních zajímavostí je kostel Nanebevzetí Panny Marie s oltářním vyobrazením vytvořeným podle proslulé Černé Madony Loretánské v Itálii. 16. června 1705 na sv. Bennona byla její dřevěná socha jako dar bavorského kurfiřta ve slavnostním procesí přenesena do Boží Mysli. Každoročně se v červnu na sv. Bennona na paměť této události slaví městská lidová slavnost.

## Okolí města

### Stříbrná hora
Silberberg, česky Stříbrná hora (dříve Biskupská mitra) je významný turistický cíl v bezprostřední blízkosti města. Od 15. století do roku 1962 zde probíhala těžba stříbra a dalších rud a minerálů. Část těžebních štol je dnes přístupná včetně 600 m dlouhé štoly Barbora. Vchod do muzea a těžebního komplexu se nachází pod vrcholem na stanici "Mittelstation". Vrchol Stříbrné hory nabízí výhled na Bavorský les a několik šumavských pohraničních hor počínaje Roklanem.

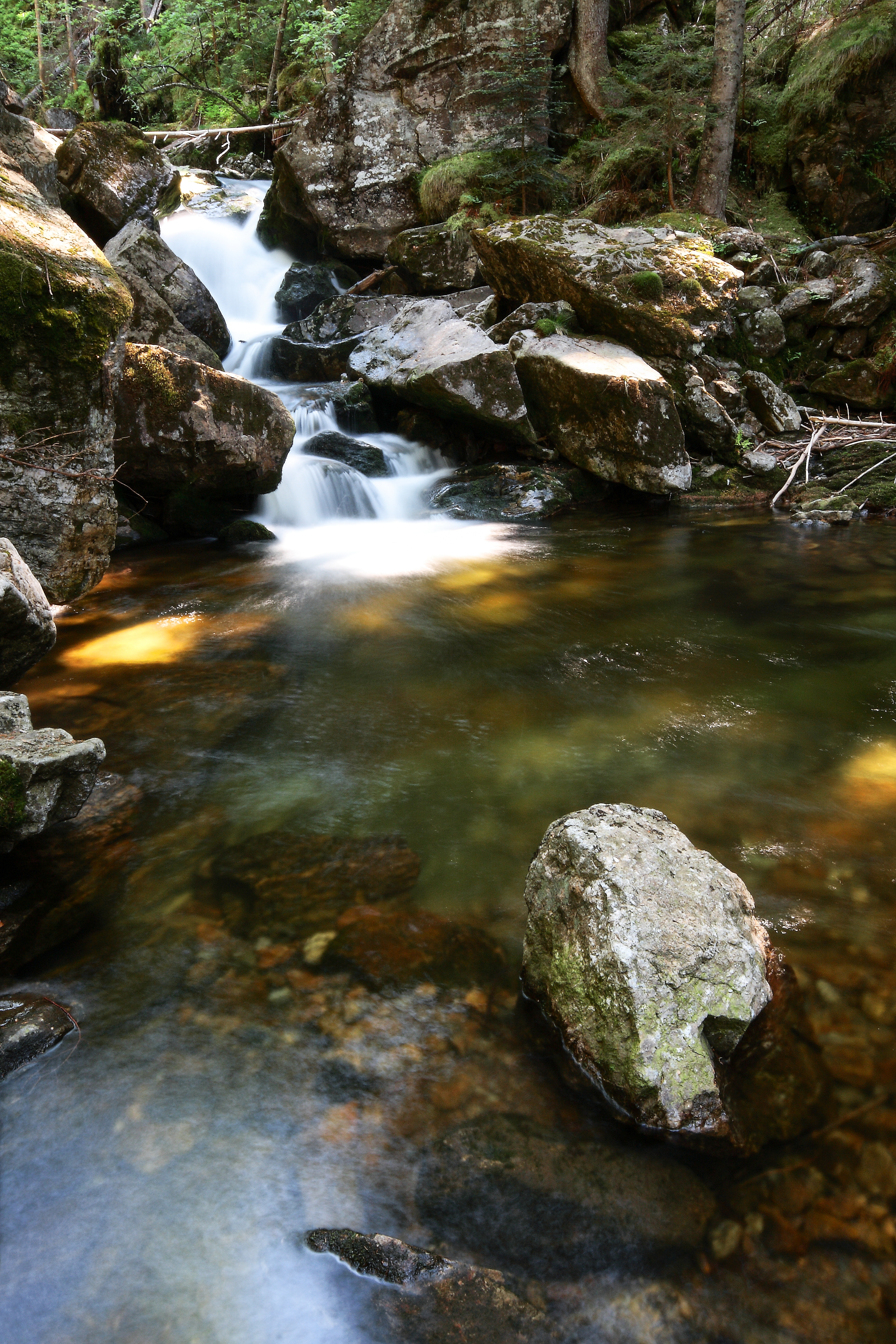
Vodopády v soutězce Rißloch

### Vodopády Rißloch
Cca 2 km severně od města se v soutěsce Rißloch (případně Riesloch) nachází jedny z největších šumavských vodopádů. Kolem celé soutěsky s vodopády se rozpíná stejnojmenná rezervace přístupná po několika turistických trasách, jedné okružní a několika dalších vedoucích až k hoře Velký Javor a oběma Javorským jezerům.